# Tremulina
Tremulina är ett släkte av gräsväxter. Tremulina ingår i familjen Restionaceae.
Kladogram enligt Catalogue of Life:
| Tremulina | \| \| Tremulina cracens \| \| \| \| \| \| Tremulina tremula \| \| \| \| |
|           | \| \| Tremulina cracens \| \| \| \| \| \| Tremulina tremula \| \| \| \| |
|           | Tremulina cracens                                                       |
|           |                                                                         |
|           | Tremulina tremula                                                       |
|           |                                                                         |